# Baykar Bayraktar Akıncı
Pour les articles homonymes, voir Akıncı.
Le Bayraktar Akıncı (en référence avec Akindji, cavalerie légère ottomane) est un aéronef militaire sans pilote turc, à la jointure entre drone moyenne altitude à longue endurance [MALE] et drone haute altitude à longue endurance [HALE].

## Description
L'Akıncı est un drone de 4,5 tonnes, capable de déployer une charge utile de 1 500 kg (2 980 lb), dont 400 kg (880 lb) interne et 950 kg (2 090 lb) de charge utile extérieure avec une cellule équipée de deux turbopropulseurs. Les premières photos du drone ont été publiées dans les médias en juin 2018. Le fonctionnement au sol du moteur a commencé en août 2019 avec un turbopropulseur ukrainien Ivchenko-Progress AI-450C.
Le drone Akıncı peut transporter jusqu’à 6 missiles MAM-T, soit le double de capacité de charge du Bayraktar TB2 pour ces types de missiles. Il peut également transporter des munitions plus lourdes et plus puissantes comme des missiles de croisière SOM ou des bombes guidées, ce qui augmente considérablement ses capacités de frappe de précision et de destruction pour les cibles au sol.
La version C, alimentée par deux moteurs avec une force de 850 chevaux chacun (hp), a décollé du centre d’entraînement et d’essai de vol dans la province du nord-ouest de Tekirdag pour voler pendant une heure, a déclaré Baykar. La puissance totale du moteur de la version C en fait la plate-forme de combat la plus efficace et la plus qualifiée de sa catégorie. En comparaison, les variantes A et B volent avec leurs moteurs d’une puissance totale de 900 hp et de 1 500 hp, respectivement.
Le premier test de moteur du drone a été effectué le 1er septembre 2019. Après avoir effectué d'autres tests techniques, l'avion a été transféré à la base militaire de Çorlu de l'armée turque. Après le roulage et le décollage automatiques, l'Akıncı a effectué son premier vol le 6 décembre 2019. Après un vol d'essai d'une durée de 16 minutes, il a atterri avec succès.
Propulsé par deux turbopropulseurs de 450 ch chacun (340 kW), il a une masse maximale au décollage de 5,5 tonnes. D'une envergure de 20 m (66 ft), il a été conçu pour être configuré avec deux moteurs de 200 ch (150 kW) ou 750 ch (560 kW) chacun.
Le 29 août 2021, le drone entre dans l'inventaire de l'armée de l’Air turque.
Malgré sa capacité d’emport, le drone Akinci est très vulnérable aux missiles antiaériens. Le drone Akinci opère souvent à basse altitude, en raison des conditions météo qui peuvent être mauvaises. Ce type de drone peut par exemple patrouiller à une altitude de seulement 5 km au-dessus du sol. L’Akinci ne dispose pas de contremesures pour se battre dans les airs, et encore moins pour faire face à un avion de chasse. Cela le rend donc très vulnérable aux missiles antiaériens. On a eu des précédents avec les Houthis au Yémen qui ont abattu ce modèle de drone ou encore les combattants kurdes du PKK qui ont pu l’abattre à l’aide de missiles de fabrication iranienne. Un autre appartenant à l'armée malienne a été abattu par l'armée algérienne dans la nuit du 31 mars au 1er avril 2025.

## Historique
Le Akıncı a été utilisé pour la première fois lors de l’Opération Griffe (en) menées par l'armée turque pour dissoudre les positions du PKK, telles que les abris et les grottes dans le nord de l'Irak.
Le 20 mai 2024, l'un des drones a aidé à trouver le site de l'accident d'un Bell 212 qui s'était écrasé, tuant le président iranien, Ebrahim Raisi, et le ministre des Affaires étrangères iranien, Hossein Amir-Abdollahian.
Le 29 janvier 2025, pour la première fois un drone Akıncı de fabrication turque s'est écrasé en Libye. Le drone perdu appartenait à l'armée de l'air libyenne. Le chroniqueur Oded Berkowitz note que le drone était probablement basé à la base aérienne de Misrata, d'où il a effectué des missions de combat et d'entraînement. La cause exacte de sa perte est inconnue. Les restes de l'UAV ont été trouvés près de la ville d’Ajaylat, à peu près à mi-chemin entre Tripoli et la frontière avec la Tunisie,,.
Le 16 mars 2025, un drone Akıncı de l’Armée de l'air turque a été abattu par le PKK à l’aide de missiles iraniens dans la région Qandil, l’épave du drone s’est écrasé à Ranya (localité de Bingird), dans le nord de l’Irak.
Dans la nuit du 31 mars au 1er avril 2025 à minuit, un drone Akıncı exploité par l’Armée de l'air malienne est abattu au-dessus de Tin Zaouatine (Mali) par les forces de défense aérienne du territoire de l'armée algérienne à Tin Zaouten. L'Algérie déclarant qu'il a pénétré l'espace aérien algérien de 2 kilomètres. L’épave du drone est filmée par le Front de libération de l’Azawed,,,,.

## Versions
- AKINCI A: 2  x 450 hp (moteurs turbopropulseurs)
- AKINCI B: 2  x 750 hp (moteurs turbopropulseurs)
- AKINCI C: 2 x 850[1] hp (moteurs turbopropulseurs)
- AKINCI D: 2 x 225 hp (moteurs turbo-diesel)

## Utilisateurs
Turquie
- Armée de l’air turque : 20 Akıncı[17]

 Pakistan
- Le Pakistan a fait l'acquisition de drones Akıncı[18].

 Azerbaïdjan
- L'Azerbaïdjan a fait l'acquisition d'un nombre indéterminé de drones Akinci[19].

 Kirghizistan
- Le Kirghizistan a fait l'acquisition d'un nombre indéterminé de drones Akinci[20].

 Arabie saoudite
- L'Arabie saoudite a fait l'acquisition d'un nombre indéterminé de drones Akinci pour un contrat de plus de 3 milliards de dollars, signant ainsi le plus gros contrat de l'histoire de l'industrie de la défense turque[21],[22].

 Maroc
- Négociations en cours en vue d'une acquisition d'un nombre indéterminé de drones[23].

 Burkina Faso
- Le Burkina Faso a acquis un nombre indéterminé de drones Akinci en avril 2024.

 Indonésie
 Éthiopie
 Somalie

### Anciens utilisateurs
Mali
- Le Mali avait reçu deux drones Bayraktar Akıncı-A en novembre 2024 dans le cadre d’un partenariat avec le constructeur turc Baykar. L’un des appareils a été perdu lors d’un exercice d’entraînement en janvier 2025. Le second a été abattu par les forces armées algériennes en avril 2025, lors d’une incursion dans l’espace aérien algérien. À la suite de ces pertes, le Mali ne dispose plus de drones Akıncı opérationnels[27],[28],[29].
- Libye